# Temple protestant de Royan
Le temple protestant de Royan est un lieu de culte réformé situé à Royan, en Charente-Maritime. Il est rattaché à l'Église protestante unie de France.

## Historique
L'édifice actuel succède à un autre temple, détruit au cours des bombardements du 5 janvier 1945. De style néoclassique, il avait été construit en 1843 sur un emplacement un peu en retrait de l'ancienne Grande-Rue, devenue ultérieurement la rue Gambetta.
De 1945 à 1956, un temple provisoire en bois fut aménagé afin que puisse être célébré le culte protestant durant le temps des travaux. Offert à la ville de Royan par le Conseil œcuménique des églises, il fut démonté en 1957 et cédé à la ville de La Tremblade, qui le remonta dans le quartier de Ronce-les-Bains. Endommagé par les tempêtes de fin décembre 1999 en Europe, il fut détruit en mai 2007 et remplacé par un parking.
Le temple protestant de Royan a été construit de 1953 à 1957 sur les plans des architectes Marc Hébrard, René Baraton et Jean Bauhain,.

## Description
Avec son esthétique moderniste et ses lignes épurées, le centre protestant participe du renouveau architectural du Royan d'après-guerre. Construit dans la rue d'Aunis, cet édifice mêlant béton armé, pierre et métal forme un ensemble regroupant une grande salle pour la célébration du culte, plusieurs salles pour les activités paroissiales, un logement de fonction pour le gardien et un presbytère logement du pasteur, édifié un peu en retrait. Les bâtiments s'inspirent de l'église Saint-François d'Assise de Pampulha, au Brésil. Les éléments architecturaux s'ordonnent autour d'un parvis délimité par un portique d'où surgit un campanile effilé. Haut de 18 mètres et surmonté d'une croix, celui-ci s'élance vers le ciel à travers une trémie ménagée dans le toit-terrasse.
Le temple proprement dit est constitué d'un vaisseau de forme trapézoïdale éclairé par de grandes baies asymétriques. Il est précédé par un narthex, d'où l'on accède à une vaste tribune. La partie gauche accueille depuis 1962 un orgue construit par le facteur Schwendekel. Le centre protestant est inscrit au titre des monuments historiques depuis 2002.
Au nord-est du complexe se trouve un cimetière protestant ayant été relativement épargné par la guerre : il conserve plusieurs sépultures du XVIIIe siècle.

## Galerie de photos

L'intérieur du temple.
Le clocher.
L'intérieur du temple.
Façade et clocher.